# ناگانو (شهر)

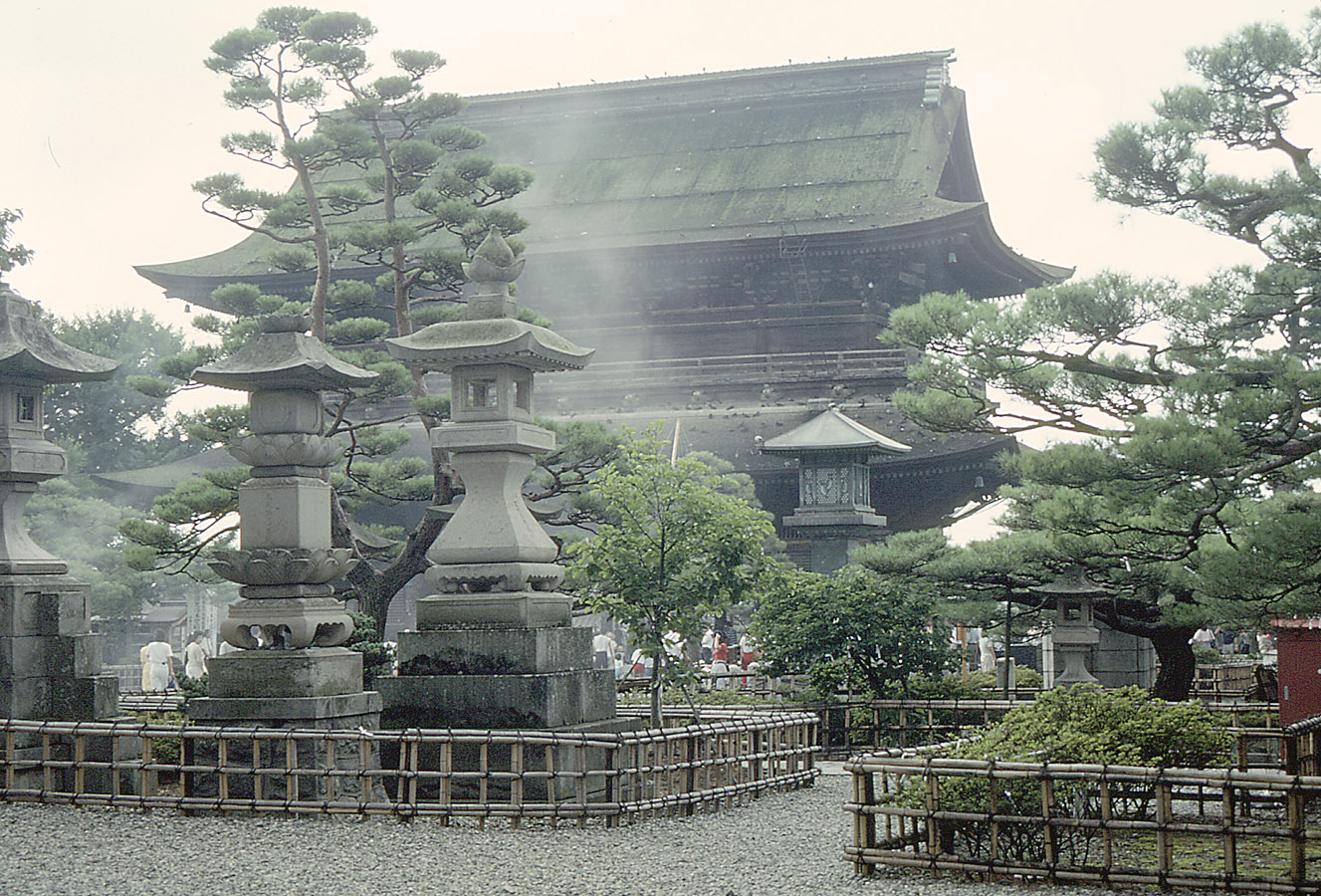
معبدی در ناگانو

ناگانو (به ژاپنی: 長野市) نام شهری در کشور ژاپن است و مرکز استانی با همین نام است.  بازی‌های المپیک زمستانی ۱۹۹۸ در این شهر برگزار شدند.
در یک ژوئیه سال ۲۰۰۶ جمعیت این شهر حدود  ۳۷۸٬۰۵۹ نفر برآورد شده‌است.